# Bahnstrecke Ostrava-Svinov–Kyjovice-Budišovice
| Kursbuchstrecke: | -                    |                                        |                                        |
| Streckenlänge: | 13,2 km              |                                        |                                        |
| Spurweite: | 1435 mm (Normalspur) |                                        |                                        |
| Stromsystem: | 600 V =              |                                        |                                        |
| Streckengeschwindigkeit: | 60 km/h              |                                        |                                        |
| |                      |                                        |                                        |
| \| \| \| von Petrovice u Karvine (vorm. KFNB) \| \| \| \| \| von Opava východ (vorm. KFNB) \| \| \| \| 0,0 \| Ostrava-Svinov \| Ostrava-Svinov \| \| \| \| nach Břeclav (vorm. KFNB) \| \| \| \| \| nach Klimkovice \| \| \| \| \| Poruba \| \| \| \| \| Straßenbahn von Ostrava \| \| \| \| \| Vřesinská \| \| \| \| \| (Wendeschleife Vřesinská) \| \| \| \| \| Poruba koupaliště \| \| \| \| \| Nová Plzeň \| \| \| \| \| Vřesina \| \| \| \| \| Krásné Pole \| \| \| \| \| U obory \| \| \| \| \| Dolní Lhota früher Dolní Lhota-Čavisov \| \| \| \| \| Dolní Lhota osada \| \| \| \| \| Horní Lhota \| \| \| \| 13,2 \| Zatiší früher Kyjovice-Budišovice \| Zatiší früher Kyjovice-Budišovice \| \| \| \| (Wendeschleife Zatiší) \| \| |                      |                                        |                                        |
| Strecke |                      | von Petrovice u Karvine (vorm. KFNB)   | von Petrovice u Karvine (vorm. KFNB)   |
| Abzweig geradeaus und von rechts |                      | von Opava východ (vorm. KFNB)          | von Opava východ (vorm. KFNB)          |
| Bahnhof | 0,0                  | Ostrava-Svinov                         | Ostrava-Svinov                         |
| Abzweig ehemals geradeaus und nach links |                      | nach Břeclav (vorm. KFNB)              | nach Břeclav (vorm. KFNB)              |
| Abzweig geradeaus und nach links (Strecke außer Betrieb) |                      | nach Klimkovice                        | nach Klimkovice                        |
| Bahnhof (Strecke außer Betrieb) |                      | Poruba                                 | Poruba                                 |
| Abzweig mit U-Bahn ehemals geradeaus und von rechts |                      | Straßenbahn von Ostrava                | Straßenbahn von Ostrava                |
| U-Bahn-Haltepunkt / Haltestelle |                      | Vřesinská                              | Vřesinská                              |
| |                      | (Wendeschleife Vřesinská)              |                                        |
| U-Bahn-Haltepunkt / Haltestelle |                      | Poruba koupaliště                      | Poruba koupaliště                      |
| U-Bahn-Haltepunkt / Haltestelle |                      | Nová Plzeň                             | Nová Plzeň                             |
| U-Bahn-Bahnhof |                      | Vřesina                                | Vřesina                                |
| U-Bahn-Haltepunkt / Haltestelle |                      | Krásné Pole                            | Krásné Pole                            |
| U-Bahn-Haltepunkt / Haltestelle |                      | U obory                                | U obory                                |
| U-Bahn-Bahnhof |                      | Dolní Lhota früher Dolní Lhota-Čavisov | Dolní Lhota früher Dolní Lhota-Čavisov |
| U-Bahn-Haltepunkt / Haltestelle |                      | Dolní Lhota osada                      | Dolní Lhota osada                      |
| U-Bahn-Haltepunkt / Haltestelle |                      | Horní Lhota                            | Horní Lhota                            |
| U-Bahn-Bahnhof | 13,2                 | Zatiší früher Kyjovice-Budišovice      | Zatiší früher Kyjovice-Budišovice      |
| |                      | (Wendeschleife Zatiší)                 |                                        |

Die Bahnstrecke Ostrava-Svinov–Kyjovice-Budišovice war eine Eisenbahnverbindung in Tschechien, die heute als Überlandstraßenbahn von der Straßenbahn Ostrava betrieben wird. In Betrieb ist heute noch die Strecke zwischen dem ehemaligen Bahnhof Poruba und dem Endpunkt in Kyjovice-Budišovice. Die ursprüngliche Trasse vom Bahnhof Ostrava-Svinov (früher: Svinov-Vítkovice / Schönbrunn-Witkowitz) wurde nach dem Zweiten Weltkrieg zugunsten einer Straßenbahnneubaustrecke zwischen dem Zentrum von Ostrava und Poruba ersetzt.

## Geschichte
In den ursprünglichen Lokalbahnplanungen des Österreichisch-Schlesien war östlich von Ostrava nur der Bau der Lokalbahn Schönbrunn-Witkowitz–Königsberg enthalten gewesen. Schließlich forderten auch die Gemeinden des Porubka-Tales eine solche Bahn, um die dortigen ungünstigen Verkehrsverhältnisse zu verbessern. Als eine der letzten privaten Lokalbahnen der böhmischen Länder wurde sie schließlich Anfang der 1920er Jahre vom tschechoslowakischen Verkehrsministerium genehmigt. Die Finanzierung der Lokalbahn übernahm zum Großteil das Land Schlesien, die restlichen 30 % der Mittel steuerten die Anliegergemeinden bei.
Die Bauarbeiten an der neuen Strecke begannen im Jahr 1923 durch die Firma Gebrüder Špačkové aus Slezká Ostrava / Schlesisch Ostrau. In Svinov / Schönbrunn entstand gegenüber dem Staatsbahnhof eine eigene Bahnstation mit Empfangsgebäude, Lokschuppen und Beamtenwohnhäusern. Eine Gleisverbindung ermöglichte den Wagenaustausch mit den Tschechoslowakischen Staatsbahnen (ČSD). Die Eröffnung der Strecke erfolgte in den Jahren 1925 bis 1927 in drei Abschnitten:
- 2. August 1925: Svinov-Vítkovice–Vřesina
- 7. November 1926: Vřesina–Dolní Lhota
- 6. November 1927: Dolní Lhota–Kyjovice-Budišovice

Den Betrieb der neuen Strecke übernahmen die Schlesischen Landesbahnen (Slezké zemské dráhy; SZD).
Ab 1. Oktober 1938 lag die Strecke infolge der Angliederung des Sudetenlandes an Deutschland zur Gänze auf deutschem Staatsgebiet. Im Jahr 1943 verkauften die Schlesischen Landesbahnen die Strecke für drei Millionen Kronen an die Mährische Lokaleisenbahn-Gesellschaft, die bereits die benachbarte Lokalbahn nach Klimkovice/Königsberg betrieb. Im Reichskursbuch war die Strecke als KBS 151q Schönbrunn (Oder)–Kiowitz-Budischowitz enthalten. Der Fahrplan von 1944 verzeichnete werktags insgesamt zwölf Zugpaare, sonntags noch acht. Die Fahrzeit über die Gesamtstrecke betrug 36–37 Minuten in beiden Richtungen.

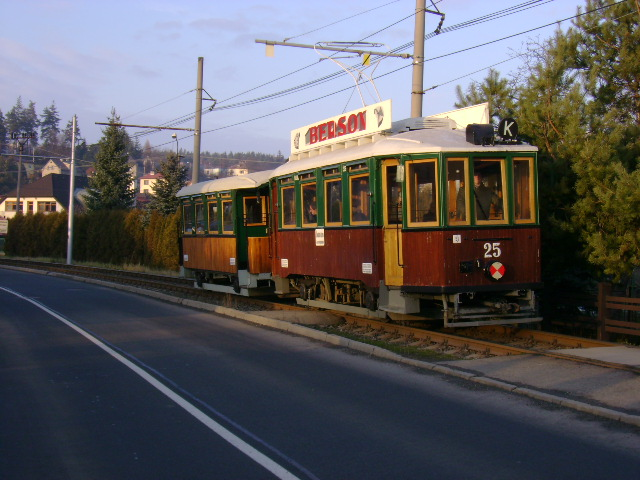
Historischer Zug an der Haltestelle Nová Plzeň (2006)

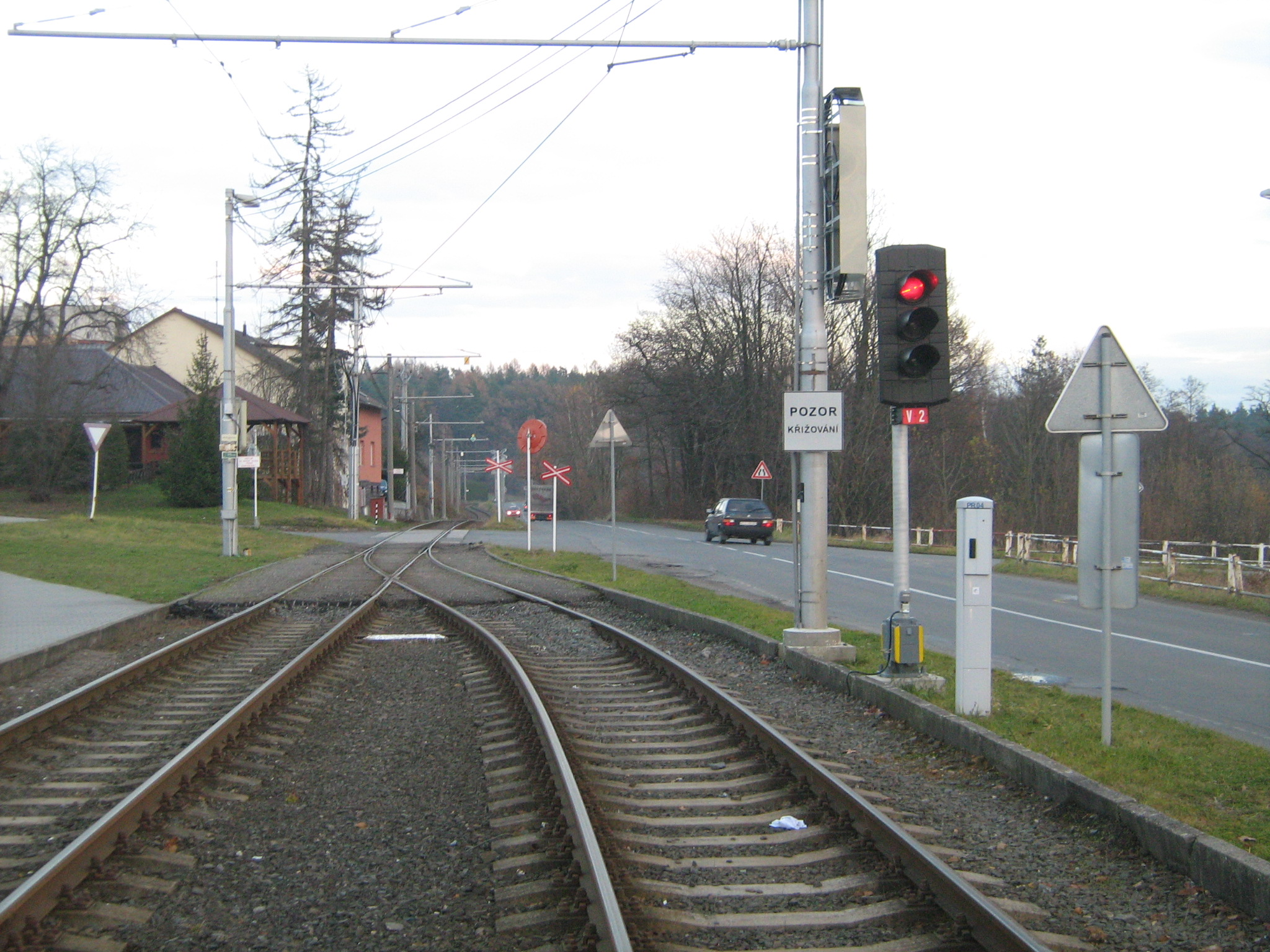
Moderne Sicherungstechnik mit Lichtsignalen in Dolní Lhota (2010)

Ab 1947 realisierte die nun als Společnost moravských místních drah (SMMD) firmierende Mährische Lokaleisenbahn-Gesellschaft die schon vor dem Zweiten Weltkrieg geplante Elektrifizierung der Strecke analog der benachbarten Strecke nach Klimkovice. In Svinov entstand dafür eine Gleisverbindung zum Straßenbahnnetz von Ostrava, um einen durchgehenden Verkehr zu ermöglichen. Ab 29. August 1947 fuhren die Straßenbahnen bis Vřesina, ab 29. Dezember 1948 bis nach Kyjovice-Budišovice. Damit endete bis auf den weiter betriebenen Güterverkehr der klassische Eisenbahnbetrieb auf der Lokalbahn.
Ab 1951 entstand in Poruba ein neues großes Wohngebiet. Die mit dem Aufbau betraute Firma „Bytostav“ erhielt am Bahnhof Poruba ein eigenes Anschlussgleis, das täglich mit schweren Güterzügen bedient wurde. Zwischen Ostrava und Poruba wurde eine neue zweigleisige Straßenbahnstrecke gebaut, welche die ursprüngliche Trasse zwischen Svinov und Poruba schließlich überflüssig machte. Am 30. September 1970 wurde die Strecke zwischen Svinov und Poruba stillgelegt.
Zwischen 1980 und 1991 wurde die verbliebene Strecke Poruba–Kyjovice-Budišovice einer umfassenden Erneuerung unterzogen. In jener Zeit entstand auch die Wendeschleife am nun „Zátiší“ genannten Endpunkt, um fortan Einrichtungswagen einsetzen zu können. Die ehemaligen Bahnhofsgebäude wurden an private Nutzer verkauft.
Heute wird die Strecke von der Linie 5 Vřesinská–Zatiší zwischen 3 und 23 Uhr in einem 20- bis 30-minütigen Takt bedient. An der Haltestelle Vřesinská besteht jeweils Anschluss zu den innerstädtischen Linien von Ostrava.

## Fahrzeugeinsatz
Die schlesischen Landesbahnen erwarben 1926 für den Betrieb auf der Lokalbahn vier gebrauchte Lokomotiven der ČSD-Baureihe 310.1, acht Personenwagen, drei Güterwagen und einen Dienstwagen. Im Jahr 1927 kamen nochmals fünf Personenwagen hinzu. Mit diesen Fahrzeugen wurde der Gesamtverkehr bis zur Elektrifizierung im Jahr 1947/48 abgewickelt.
Nach der Elektrifizierung kamen zunächst zweiachsige Straßenbahntypen für Zweirichtungsbetrieb auf die Strecke. Nach dem Bau der Wendeschleife am Endpunkt war es dann auch möglich, Einrichtungswagen von ČKD Tatra einzusetzen. Heute wird der Betrieb ausschließlich mit den Straßenbahntypen Tatra K2 und Inekon 01 Trio durchgeführt.